# 캄폴라타로
캄폴라타로(이탈리아어: Campolattaro)는 이탈리아 캄파니아주 베네벤토도의 코무네다. 나폴리로부터 북동쪽 60km, 베네벤토 북쪽으로 15km 거리에 있다.

## 주요 볼거리
- 10 세기경의 성곽들
- 마돈나 델 카날레 성당
- 산 세바스티아노 성당